# Поллена-Троккія
Поллена-Троккія (італ. Pollena Trocchia) — муніципалітет в Італії, у регіоні Кампанія,  метрополійне місто Неаполь.
Поллена-Троккія розташована на відстані близько 200 км на південний схід від Рима, 12 км на схід від Неаполя.
Населення — 13 567 осіб (2014).
Щорічний фестиваль відбувається 25 липня. Покровитель — San Giacomo.

## Демографія
Населення за роками:

Станом на 1 січня 2023 року в муніципалітеті офіційно проживало 188 іноземців з 32 країн, серед них 47 громадян країн Євросоюзу та 42 громадяни України.

## Уродженці
- Карміне Коппола (*1979) — італійський футболіст, півзахисник.

## Сусідні муніципалітети
- Казальнуово-ді-Наполі
- Черкола
- Масса-ді-Сомма
- Сант'Анастазія
- Волла